# Holasovice
Holasovice (niem. Kreuzendorf) – gmina w Czechach, w powiecie Opawa, w kraju morawsko-śląskim. Według danych z dnia 1 stycznia 2012 liczyła 1395 mieszkańców.
Części gminy
- Holasovice (niem. Kreuzendorf)
- Kamenec (niem. Kamenz)
- Loděnice (niem. Lodenitz)
- Štemplovec (niem. Stremplowitz)

Gminy katastralne
- Holasovice
- Kamenec
- Loděnice

W miejscowości jest przystanek kolejowy Holasovice.

## Osoby urodzone w Holasovicach
- Pavel Křížkovský (1820-1885), kompozytor[2]
- Alwin Nachtweh (1868-1939), niemiecki projektant, urodzony w Łodzienicy